# Sommarstället
Sommarstället är en tjeckoslovakisk komedifilm från 1976 i regi av Jiří Menzel. Manuset skrevs av Ladislav Smoljak och Zdenek Sverák. 

## Handling
Familjen Lavicka längtar efter en sommarstuga. De kommer i kontakt med en äldre bonde, herr Komárek som berättar att han är villig att sälja sitt hus, men till att börja med hyr han ut ett rum till dem. De börjar renovera huset, men Komárek blir kvar allt längre och längre och verkar inte längre vilja flytta.

## Rollista, urval
- Josef Kemr - Komarek
- Zdenek Sverák - Oldrich Lavicka
- Daniela Kolářová - Lavickova
- Ladislav Smoljak - Radim Zvon
- Jan Tříska - Dr. Houdeck
- Naďa Urbánková - Marta Zvonova
- Frantisek Rehák - Lorenc
- Václav Trégl - Vondruska
- Vlasta Jelínková - Vondrusková
- Oldrich Vlach - Kokes
- František Kovářík - Komárek st.
- Míla Myslíková - Komárková